# Marian Górski (lekarz)
Marian Marcin Górski (ur. 31 października 1910 w Dolsku, zm. 31 marca 1982 w Gdańsku) – profesor doktor habilitowany medycyny. Rektor Akademii Medycznej w Gdańsku w latach 1968–1972, bezpartyjny poseł na Sejm PRL VI kadencji.

## Życiorys
Urodził się w rodzinie Ignacego, krawca, i Heleny z Kowalskich. Miał 3 młodszych braci Mieczysława, Stanisława i Tadeusza. Ukończył 5 klas szkoły powszechnej w Dolsku, następnie w 1929 ukończył gimnazjum miejskie w Gostyniu i zdał maturę. Na podstawie konkursu matur został przyjęty na Wydział Lekarski Uniwersytetu Poznańskiego, który ukończył 11 marca 1935, uzyskując dyplom lekarza. W 1935 uzyskał etat starszego asystenta w II Klinice Chorób Wewnętrznych tegoż uniwersytetu. W 1937 zdobył stopień naukowy doktora medycyny i odbył 3-miesięczny staż zagraniczny we Francji. W roku akademickim 1938/1939 korzystał z rocznego stypendium Funduszu Kultury Narodowej, co umożliwiło mu kontynuowanie studiów we Francji. W sierpniu 1939 powrócił do Polski i ponownie podjął pracę w klinice, którą kontynuował aż do wysiedlenia z Poznania w grudniu 1939. Aresztowany przez gestapo w czasie próby przejścia granicy polsko-węgierskiej w styczniu 1940, przebywał w więzieniu w Sanoku od 21 stycznia do 24 maja 1940.
Po wyjściu z więzienia podjął pracę lekarza wiejskiego we wsi Ropa k. Gorlic. W marcu 1943 przeniósł się do Krosna, gdzie w miejscowym szpitalu pełnił funkcję ordynatora oddziałów: chorób wewnętrznych i zakaźnego. Ewakuowany w maju 1944 do Gorlic, prowadził tam oddział chorób wewnętrznych do marca 1945, po czym powrócił do wyzwolonego Poznania i rozpoczął pracę jako adiunkt w II Klinice Chorób Wewnętrznych.

W maju 1945 habilitował się, a w sierpniu uzyskał nominację na docenta patologii szczegółowej i terapii chorób wewnętrznych. Od września 1946 organizował I Klinikę Chorób Wewnętrznych Uniwersytetu Poznańskiego i pełnił obowiązki jej kierownika aż do powołania we wrześniu 1948 na stanowisko kierownika I Katedry i Kliniki Chorób Wewnętrznych Akademii Lekarskiej w Gdańsku. Pracownik naukowy Akademii Medycznej w Gdańsku. W latach 1955–1956 dziekan Wydziału Lekarskiego. Od 1959 do 1965 prorektor ds. klinicznych. W 1958 mianowany profesorem zwyczajnym. W latach 1965–1968 pełnił funkcję prorektora ds. nauki a następnie od 1968 do 1972 – rektora gdańskiej AM.

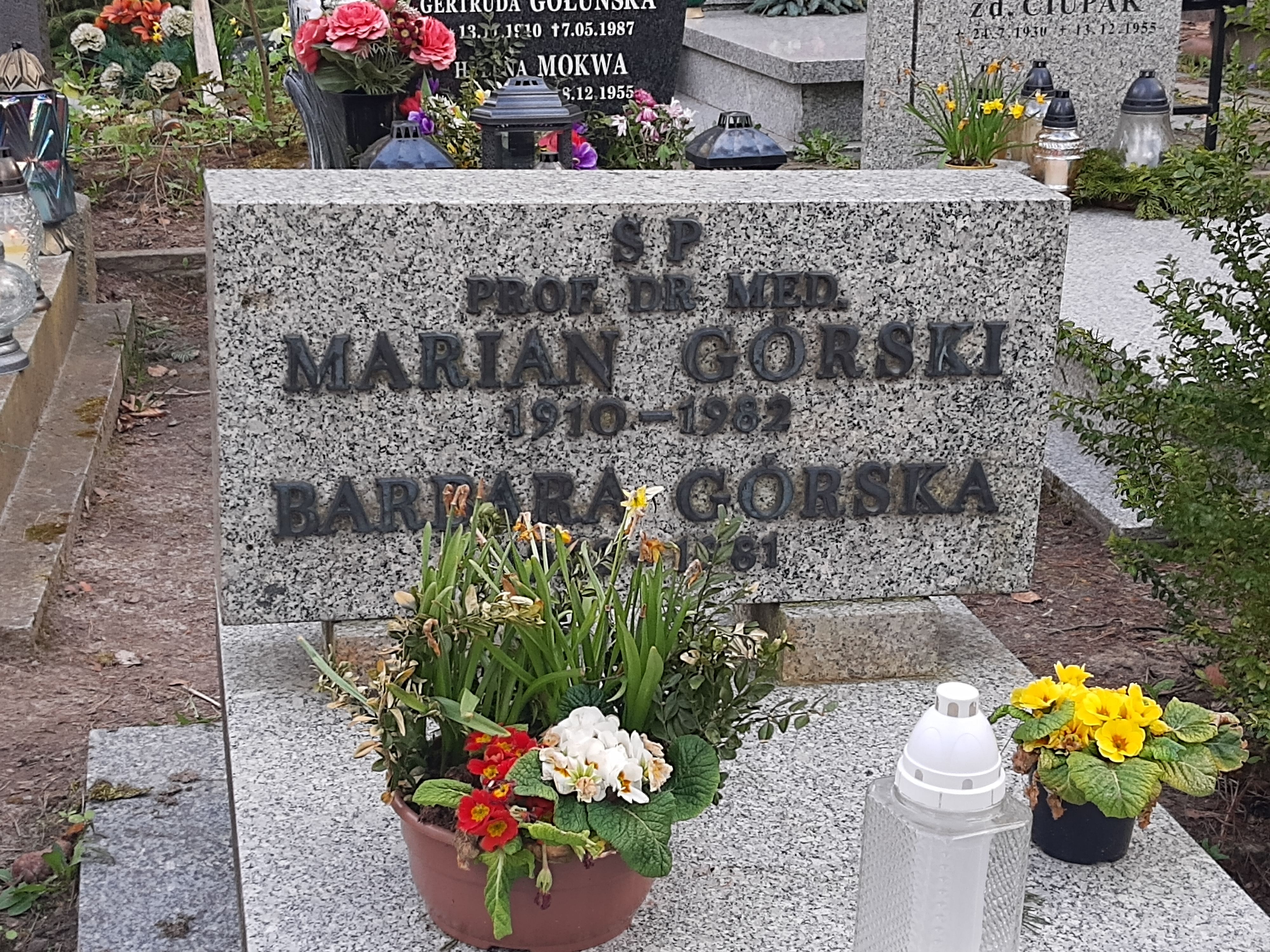
Grób prof. Mariana Górskiego na Cmentarzu Srebrzysko w Gdańsku

Działalność naukowa profesora Mariana Górskiego związana była głównie z hepatologią i gastroenterologią. Najważniejsze znaczenie mają jego prace dotyczące zmian w stężeniu białek surowicy krwi w uszkodzeniu wątroby i w innych stanach patologicznych ustroju oraz w znaczeniu tych zmian dla diagnostyki klinicznej. Istotne są również badania nad rolą wątroby w przemianie żelaza ustrojowego. Wyniki badań profesora Mariana Górskiego nad nagminnym występowaniem żółtaczki, które prowadził nawet w warunkach okupacji niemieckiej, przyczyniły się do uznania zapalenia wątroby za chorobę zakaźną podlegającą zgłoszeniu i hospitalizacji. Jako przewodniczący Komisji Terapii Kontrolowanej Polskiej Akademii Nauk prowadził ogólnopolskie badania dotyczące metod leczenia przewlekłych zapaleń wątroby. Kierował wieloośrodkowymi badaniami nad leczeniem immunosupresyjnym przewlekłych aktywnych zapaleń wątroby. Pełnił mandat posła na Sejm PRL VI kadencji z okręgu Gdańsk (1972–1976).
Był mężem Barbary z Rybickich, historyka sztuki. Ich córki: Maria i Jadwiga ukończyły studia medyczne.
Zmarł w Gdańsku, pochowany na cmentarzu Srebrzysko (rejon VI, kwatera II-14-404).

## Publikacje
- Żółtaczki zakaźne [w:] Ostre choroby zakaźne. Podręcznik dla lekarzy, pod red. prof. dra Stanisława Wszelakiego, tom III – Choroby o przeważnym umiejscowieniu w układzie pokarmowym, Państwowy Zakład Wydawnictw Lekarskich, Warszawa 1952, s. 343–408.
- Podstawy dietetyki [w:] Choroby wewnętrzne. Podręcznik dla studentów, pod red. prof. dra Mściwoja Semerau-Siemianowskiego, wydanie II, Państwowy Zakład Wydawnictw Lekarskich, Warszawa 1953, s. 1336–1366.
- Choroby wątroby i układu żółciowego [w:] Terapia współczesna, pod red. doc. dra med. Bolesława Złotnickiego, Państwowy Zakład Wydawnictw Lekarskich, Warszawa 1963, s. 249–264.
- Choroby wątroby [w:] Choroby wewnętrzne praca zbiorowa pod red. prof. dra Edwarda Szczeklika, tom I, Państwowy Zakład Wydawnictw Lekarskich, Warszawa 1965, s. 621–671.
- Choroby wątroby [w:] Podręcznik chorób wewnętrznych pod red. prof. dra Edwarda Szczeklika, Państwowy Zakład Wydawnictw Lekarskich, Warszawa 1972, s. 360–396.
- Choroby wątroby [w:] Klinika chorób wewnętrznych pod red. prof. dra Edwarda Szczeklika, tom I, wydanie drugie zmienione i uzupełnione, Państwowy Zakład Wydawnictw Lekarskich, Warszawa 1977, s. 524–562.
- Żółtaczki [w:] Choroby wewnętrzne, pod red. prof. dra med. Andrzeja Wojtczaka, Państwowy Zakład Wydawnictw Lekarskich, Warszawa 1981, s. 97–104.

## Ordery i odznaczenia
- Order Sztandaru Pracy I klasy
- Krzyż Komandorski Orderu Odrodzenia Polski
- Krzyż Oficerski Orderu Odrodzenia Polski
- Krzyż Kawalerski Orderu Odrodzenia Polski
- Złoty Krzyż Zasługi
- Medal 30-lecia Polski Ludowej
- Medal 10-lecia Polski Ludowej (13 stycznia 1955)[5]
- Medal „Za zasługi dla obronności kraju”
- Medal Komisji Edukacji Narodowej
- Medal im. Mikołaja Kopernika PAN
- Odznaka 1000-lecia Państwa Polskiego
- Złota Odznaka Honorowa Polskiego Czerwonego Krzyża I i II stopnia
- Odznaka honorowa „Za wzorową pracę w służbie zdrowia” (dwukrotnie)
- Odznaka honorowa „Zasłużonym Ziemi Gdańskiej”

Źródło: Ludzie Akademii Medycznej w Gdańsku.

## Wyróżnienia i nagrody
- Doktor honoris causa AM w Gdańsku i AM w Białymstoku
- Członek honorowy Polskiego Towarzystwa Lekarskiego i Towarzystwa Internistów Polskich
- Gdańszczanin Roku 1972